# قلعه عاشوراگاه

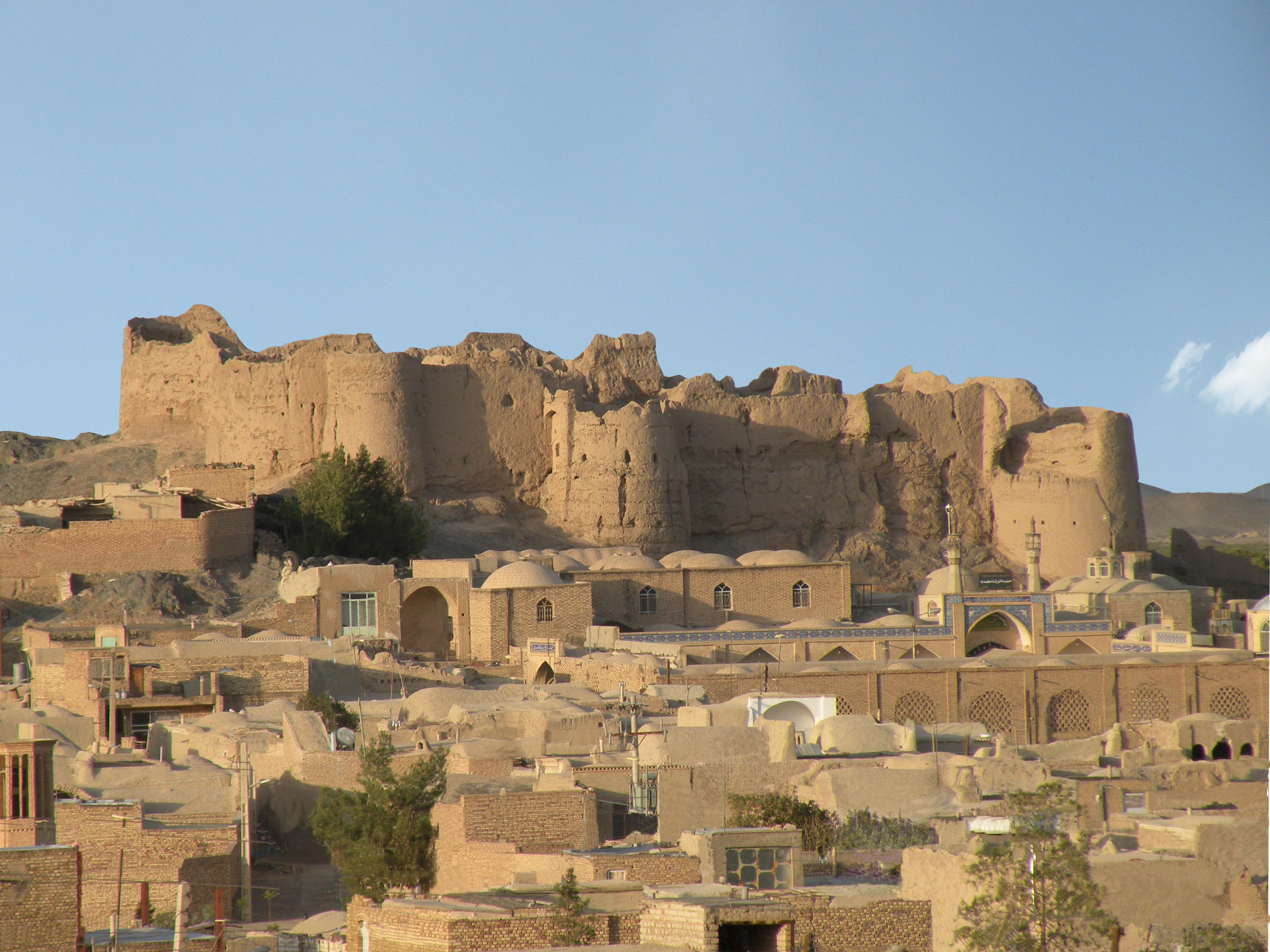

قلعه عاشوراگاه در بالای کوهی در قسمت شرقی شهر نایین قرار دارد. قلعه عاشورگاه تقریباً از تمام نقاط محمدیه و از جاده نائین به انارک دیده می‌شود. بنا بر موقعیت سوق الجیشی این قلعه احتمالاً از آن به عنوان دژی دفاعی استفاده می‌شده است. راهزنان فرهنگ، بارها به این قلعه دستبرد زده و اشیاء عتیقه فراوانی از آن به یغما برده‌اند، از این رو در قلعه فعلاً بسته است. با این همه، شکوه این قلعه چندان است که تماشای آن روح را برمی‌انگیزد.

## معماری
قلعه تاریخی عاشوراگاه به صورت چند ضلعی و چندین نیم برج ساخته شده. این قلعه که قدمت آن به پیش از اسلام می‌رسد، سنگی و دارای ۶ برج است. بلندی هر برج از دوازده رگه چینه است. دوره خارجی یکی از برج‌ها ۱۶ متر است. دیوار قلعه ممزوج از خشت و چینه است اندازه خشت‌ها ۲۸*۲۸*۷ است.